# Elektrogastrografie
Elektrogastrografie (zkráceně EGG) je diagnostická metoda, která zkoumá a zaznamenává bioelektrické potenciály žaludku pomocí přístroje zvaného elektrogastrograf. Hlavním cílem záznamu, který se nazývá elektrogastrogram, jsou pohyby vegetativního systému a hladkého svalstva (motilita) gastrointestinálního traktu. Tato metoda se také využívá pokud jsou již aplikovány gastrostimulátory a je potřeba ověřit jejich klinickou účinnost.
Poprvé byla metoda EGG provedena Walterem C. Alvarezem v roce 1921, posléze byla znovuobjevena R. C. Davisem ( a kol.) v roce 1957.
Díky své neinvazivní povaze toto měření získalo více pozornosti a stalo se předmětem mnoha studií a výzkumů.

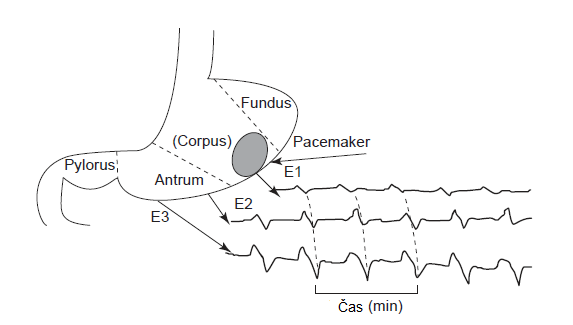
Počátek žaludeční myoelektrické aktivity

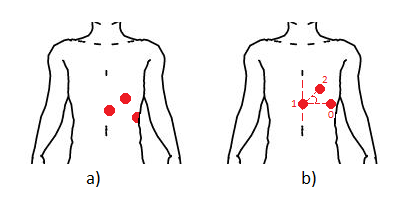
a) Rozložení elektrod při perkutánním EGG a b) diagram rozložení elektrod pro jednosvodové EGG

## Rozdělení EGG podle snímání

### Perkutánní
Při perkutánním snímání (na pokožce) se elektrody připevňují na břišní stěnu. Velkou výhodou tohoto snímání je, že můžeme využít více elektrod a tím získáváme i větší počet signálů. Aplikace elektrod je snazší, rychlejší a pro pacienta šetrnější a příjemnější. Snímání může být unipolární nebo bipolární. Referenční elektroda se připevňuje na bok pacienta, do podpaží nebo na břišní stěnu. Tato metoda se v lékařské praxi používá nejčastěji.

### Nitrožaludeční
Při nitrožaludečním snímání je trávicí trubicí do žaludku zavedena sonda s kalomelovou elektrodou. Vodivé spojení se sliznicí zajišťuje solný roztok. Druhá referenční elektroda je podobně jako u elektrokardiogramu (EKG) připojena na horní končetinu. Vzhledem k obtížnosti uložení elektrody se provádí snímání pouze z jedné elektrody. Větší množství by bylo obtížně polohovatelné a už sama přítomnost cizího objektu v žaludku ovlivňuje jeho činnost a tím i výsledný signál.

### Serózní
Elektrody jsou během chirurgického zákroku přiloženy na serózní vnější povrch žaludku. Tato metoda se většinou využívá u snímání EGG na zvířecím žaludku.

## Elektrogastrograf
Elektrogastrografy jsou obtížně dostupné a vyrábí je malý počet firem, proto se pro měření EGG – kromě prototypových zařízení – mnohdy používají elektroencefalografy. Při perkutánním snímání se využívají klasické elektrokardiografické elektrody Ag/AgCl.
Při nejnižších frekvencích je impedance (odpor) rozhraní elektroda-kůže nejvyšší kΩ až MΩ), proto musí být vstupní impedance až stonásobně vyšší (stovky MΩ), což je u běžných elektroencefalografů zajištěno.

## Elektrogastrogram a jeho vznik
EGG signál vzniká činností žaludečního svalstva, a sice působením dvou druhů elektrické aktivity. Jedná se o hladkou svalovinu, kterou nelze ovládat vlastní vůlí. Buňky hladké svaloviny generují periodicky se opakující elektrické signály v oblasti pacemakeru, které se po obvodu směrem k pyloru distálně rozšiřují se zvyšující se amplitudou a rychlostí.
1. Electrical Control Activity (ECA) je aktivita řídící, ale není projevem kontrakce hladkého svalstva. Vzniká v pacemakeru a udává frekvenci žaludečních kontrakcí. Výskyt ECA je jednou z hlavních podmínek vzniku žaludečního stahu.
2. Electrical Response Activity (ERA) je projevem kontrakce hladkého svalstva a následuje těsně za výskytem řídící aktivity ECA.

## Hodnocení EGG záznamu

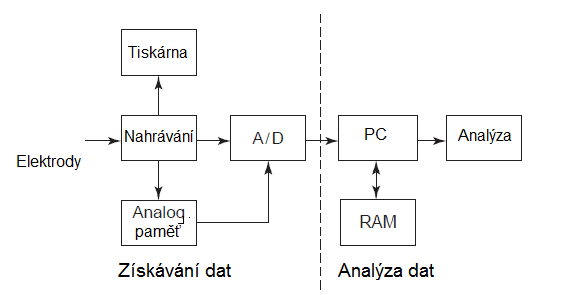
Blokové schéma EGG nahrávání a analýzy

Problémem při záznamu EGG je působení artefaktů, které vznikají srdeční aktivitou, elektrickou aktivitou střev či dýcháním, a to především proto, že se frekvenční pásma těchto aktivit částečně překrývají. Normální průběh GMA (gastric myoelectrical activity) může být narušen nemocí, léčivy, operací nebo podrážděním.
Samotný záznam EGG je možné hodnotit buď vizuálně, nebo pomocí počítačové analýzy. Hodnocení vizuální je časově náročné a obtížné, dává se tedy přednost počítačovému vyhodnocení. Mezi nejpoužívanější analýzy patří:
1. Frekvenční analýza – zaměřuje se na pravidelnost a frekvenci signálu, např. tachygastrie je spojována s některými organickými nemoci žaludku, stejně jako s nauzeou a zvracením
2. Fourierova transformace – amplituda každé spektrální komponenty ukazuje, jak moc se tato složka uplatňuje ve výsledném signálu – dnes se používá především FFT
3. RSA (Running spectra analysis) – záznamy o délce 4 minut a 16 sekund se propočítávají, vzájemně překryté o 75 % své délky a zobrazují se ve formě pseudo 3 dimenzionálního grafu, kde každá linie odpovídá záznamu o délce 1 minuty

### Frekvenční složení záznamu EGG
Normální perioda výskytu aktivita ECA je asi 20 s (cca 0,05 Hz), opakovací frekvence je tedy velmi malá a udává se v cpm (cyklech za minutu). Normální vlna probíhá s frekvencí 3 cpm, běžně se jako fyziologické uvádí rozmezí 2,4 až 3,7 cpm. V případě menší frekvence mluvíme o bradygastrii, u větší frekvence pak o tachygastrii.
|        | Komponenta                  | cpm          | frekvence [Hz] |
| ------ | --------------------------- | ------------ | -------------- |
| Signál | Bradygastrie                | 0,5–2        | 0,0085–0,035   |
| Signál | Normální pomalá vlna        | 2–4          | 0,035–0,07     |
| Signál | Tachygastrie                | 4–9          | 0,07–0,15      |
| Signál | Arytmie                     | ----         | ----           |
| Šum    | Interference tenkého střeva | 9–12         | 0,15–0,2       |
| Šum    | Dýchání                     | 12–24        | 0,2–0,4        |
| Šum    | EKG                         | 60–90        | 1–1,5          |
| Šum    | Artefakty vzniklé pohybem   | celé rozmezí | celé rozmezí   |

## Výhody a nevýhody EGG

### Výhody
- neinvazivní diagnostická metoda
- dobře snášenlivá pro pacienty
- přímá souvislost s žaludeční motilitou
- ověření funkčnosti gastrostimulátorů

### Nevýhody
- neexistuje jednotný systém umístění elektrod
- není standardizována délka záznamu ani způsob provokace gastrointestinálního traktu k činnosti
- náchylné na rušení jinými aktivitami (dýchání apod.)